# Division 6 i ishockey
Division 6 var en serie och den åttonde högsta divisionen i ishockey för herrar i Sverige. Serien fanns endast säsongen 2014/15 i Stockholmsområdet och administrerades av det lokala distriktet av Svenska Ishockeyförbundet. Den var den lägsta divisionen i herrishockeyn i Sverige när den existerade.

## Indelning
Säsongen 2014/2015 bestod Division 6 av följande serier:
- Division 6 Norra Stockholm[1]
- Division 6 Södra Stockholm[2]

### Webbkällor
1. ↑  ”Division 6 Norra Stockholm”. Svenska Ishockeyförbundet. Arkiverad från originalet den 29 december 2017. https://web.archive.org/web/20171229231700/http://stats.swehockey.se/ScheduleAndResults/Overview/5444. Läst 29 december 2017.
2. ↑  ”Division 6 Södra Stockholm”. Svenska Ishockeyförbundet. Arkiverad från originalet den 29 december 2017. https://web.archive.org/web/20171229231745/http://stats.swehockey.se/ScheduleAndResults/Overview/5445. Läst 29 december 2017.